# Felix Muche-Ramholz
Felix Muche-Ramholz (* 16. Juni 1868 in Querfurt; † 2. März 1947 in Ramholz) war ein deutscher Maler.

## Leben
Felix Muche-Ramholz, auch bekannt als Felix Ramholz, hieß mit bürgerlichem Namen Felix Muche. Nach Schulbildung ("Volksschule") in Querfurt erwarb er sich durch Tätigkeit bei verschiedenen Gutsverwaltungen und Behörden Kenntnisse im Verwaltungs- und Rechnungswesen sowie in der Landwirtschaft. 1901 übernahm er die Rentmeisterstelle des Gutes Ramholz (heute Ortsteil von Vollmerz) in der Nähe von Schlüchtern, das sich im Besitz von Hugo und Ludovika von Stumm befand. Diese Position hatte er inne bis zu seiner Pensionierung. 
Von seinen vier Kindern zeichnete sich der Sohn und spätere Bauhauskünstler Georg Muche durch frühes Interesse an der Malerei und durch malerische Arbeiten aus. Möglicherweise angeregt durch Tätigkeit und Erfolge seines Sohnes nahm Felix Muche in fortgeschrittenem Lebensalter sein frühes, seinerzeit vom Elternhaus unterdrücktes Interesse an der Malerei wieder auf und begann mit dem Malen eigener Bilder. Felix Muche unterstützte seinen Sohn Georg Muche auch beim Erwerb von Werken zeitgenössischer Künstler, so dass in Ramholz eine Sammlung mit Arbeiten der klassischen Moderne entstand; hier ragen die Namen Picasso, Kandinsky, Marc, Feininger, Chagall, Klee heraus.

## Werke
Das erste zweifelsfrei datierbare Bild Felix Muches stammt aus dem Jahr 1924, ist betitelt "Der Sonntagsmaler", und zeigt ihn selbst mit Staffelei auf einer Wiese in Ramholz. Es ist noch signiert mit "Felix M." Später signierte Felix Muche seine Bilder mit "Felix Muche-Ramholz" oder "Felix Ramholz". Unter diesen beiden Namen ist er als naiver Maler bekannt geworden. Von Arbeiten in einer eher konventionellen Form der naiven Malerei entwickelte sich Felix Muche vor allem in seiner Personendarstellung rasch zu einem eigenen, oft hintergründig-ironischen Stil, auf den die übliche Kennzeichnung als naiv nicht mehr perfekt passt. Dieser Stil sicherte ihm die Aufmerksamkeit von Kunsthistorikern und Sammlern. Es sind ungefähr 65 Gemälde von ihm bekannt, die sich teils in öffentlichen Galerien (Vonderau Museum Fulda, Museum der Stadt Schlüchtern), teils in Privatbesitz befinden.

## Ausstellungen
Einzelausstellungen: 1966 im Schloss Fulda, 1993 in der Galerie der Sparkasse Schlüchtern, 1993 im Vonderau Museum Fulda.
Auswahl größerer Ausstellungen, in denen Bilder von Muche-Ramholz vertreten waren: 1959 Darmstadt Mathildenhöhe: "Freie Zeit zur Freiheit"; 1964 Salzburg, Residenzgalerie; 1964 Oldenburg, Kunstverein; 1981 Böblingen: "Deutsche Sonntagsmaler – Französische Naive"; 1983 Chicago, Museum of Contemporary Art: "Naive and Outsider Paintings from Germany"; 1991 Bath, Museum of Naive Art: "20th Century German Naive Paintings".